# Classe Petropavlovsk
A Classe Petropavlovsk foi uma classe de couraçados pré-dreadnought operada pela Marinha Imperial Russa, composta pelo Petropavlovsk, Poltava e Sebastopol. Suas construções começaram em 1892 no Novo Estaleiro do Almirantado em São Petersburgo, sendo lançados ao mar em 1894 e 1895 e comissionados na frota russa em 1899 e 1900. O programa de construção naval russo estava atrasado em 1890, assim os três navios foram encomendados como uma classe para que a Marinha Imperial pudesse tentar compensar o tempo perdido até então. Eles apresentaram melhoramentos como barbetas mais leves, uma borda livre mais alta e bateria secundária montada em torres de artilharia.
Os três couraçados da Classe Petropavlovsk eram armados com uma bateria principal composta por quatro canhões de 305 milímetros montados em duas torres de artilharia duplas. Tinham um comprimento de fora a fora de 114 metros, boca de 21 metros, calado de oito metros e um deslocamento de doze mil toneladas. Seus sistemas de propulsão eram compostos por catorze ou dezesseis caldeiras a carvão que alimentavam dois motores de tripla-expansão, que por sua vez giravam duas hélices até uma velocidade máxima de dezesseis nós (trinta quilômetros por hora). Os navios também tinham um cinturão principal de blindagem que ficava entre 254 e 406 milímetros de espessura.
Os navios serviram em Porto Artur, na China, com o Petropavlovsk participando da supressão do Levante dos Boxers em 1900. Na Guerra Russo-Japonesa, o Petropavlovsk afundou em abril de 1904 após bater em uma mina naval. Já o Poltava e o Sebastopol participaram da Batalha do Mar Amarelo em agosto, sendo afundados durante o Cerco de Porto Artur. O Poltava foi reflutuado pelos japoneses e comissionado na Marinha Imperial Japonesa como Tango (丹後). Ele participou do Cerco de Tsingtao na Primeira Guerra Mundial e foi vendido de volta para a Rússia em 1916, sendo renomeado para Chesma (Чесма). Foi abandonado na Guerra Civil Russa e desmontado em 1924.

## Desenvolvimento
O programa de construção naval de 1882 do imperador Alexandre III pedia pela construção de dezesseis couraçados para a Frota do Báltico em vinte anos. Entretanto, o programa estava atrasado em 1890 e o vice-almirante Nikolai Chikhachiov, o Ministro Naval, propôs a construção que seis couraçados de primeira classe e quatro de segunda classe fossem construídos juntos com alguns navios de defesa de costa para alcançarem os números exigidos. A Classe Petropavlovsk foi projetada como couraçados de primeira classe a fim de cumprirem os requerimentos de navios bem protegidos com deslocamento de 10,7 mil toneladas, velocidade máxima de dezessete nós (31 quilômetros por hora), calado máximo de 7,9 metros, autonomia de 3 760 milhas náuticas (6 940 quilômetros) e boa navegabilidade.
O projeto começou como uma versão ampliada e melhorada do navio blindado Imperator Nikolai I, mas com uma bateria principal de quatro canhões de 305 milímetros montados em barbetas mais leves que as torres de artilharia pesadas do navio anterior. Experiências no navio blindado Imperator Aleksandr II mostraram que uma bateria secundária em casamatas frequentemente não poderia ser usada em mares bravios, assim o Comitê Técnico Naval adotou um arranjo semelhante ao da Classe Indiana da Marinha dos Estados Unidos com um armamento secundário em torres de artilharia no convés superior. O uso de uma barbeta mais leve permitiu um casco principal único, o que deu aos navios uma borda livre alta. O projeto foi aprovado em janeiro de 1891 com um deslocamento de 11 140 toneladas e um cinturão principal de blindagem na linha de flutuação.
O projeto original era para embarcações capazes de navegar a dezessete nós usando correntes de ar forçadas nas caldeiras, porém testes em modelos do casco mostrando que ele só poderia alcançar dezesseis nós (trinta quilômetros por hora). A Marinha Imperial Russa aceitou a velocidade reduzida em vez de adiar a construção para redesenhar o casco. O desenvolvimento de canhões de disparo rápido tornou necessário um cinturão de blindagem superior e o peso necessário foi conseguido ao reduzir o comprimento do cinturão principal, deixando as extremidades protegidas apenas pela inclinação do convés. Outras alterações incluíram a substituição da bateria principal em barbetas para torres de artilharia iguais às usadas no couraçado Sissoi Veliki e a substituição dos canhões secundários de 152 milímetros por armas de 203 milímetros.

## Projeto

### Características

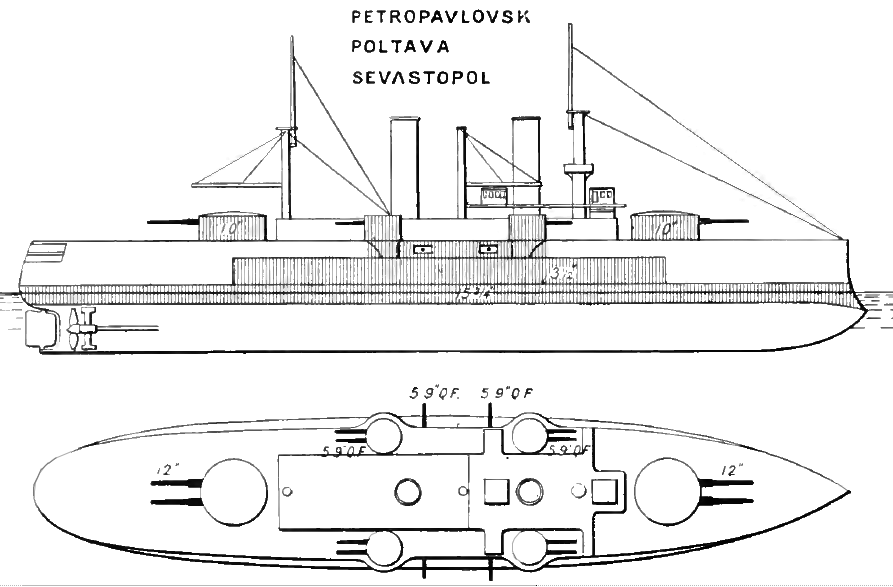
Desenho da Classe Petropavlovsk

Os navios da Classe Petropavlovsk tinham 114,6 metros de comprimento de fora a fora, boca de 21,3 metros e calado de 8,6 metros. Foram originalmente projetados com deslocamento de 11 140 toneladas, porém foram finalizados entre quatrocentas e novecentas toneladas mais pesados e seus deslocamentos ficavam entre 11 536 e 12 032 toneladas. Foram os primeiros couraçados russos construídos com um único convés superior. Tinham um fundo duplo parcial e o casco era subdividido por dez anteparas estanques transversais, enquanto uma antepara na linha central separava as salas de máquinas. A parte superior do casco entre o convés principal e o superior era curvada para dentro. A altura metacêntrica era de 1,7 metros e a navegabilidade era considerada boa. As tripulações consistiam de 26 a 27 oficiais e 605 a 625 marinheiros, mas o Petropavlovsk como capitânia tinha uma tripulação de 725.
O sistema de propulsão era composto por dois motores verticais de tripla-expansão, cada um girando uma hélice. O Petropavlovsk e o Poltava foram equipados com catorze caldeiras que funcionavam a 8,8 atmosferas (892 quilopascais), já o Sebastopol tinha dezesseis caldeiras. Os motores tinham uma potência indicada de 10 745 mil cavalos-vapor (7,9 mil quilowatts) para uma velocidade máxima de dezesseis nós. O Petropavlovsk e o Poltava usavam motores e caldeiras importadas do Reino Unido e excederam ligeiramente suas especificações, alcançando durante seus testes marítimos, respectivamente, velocidades de 16,38 e 16,29 nós (30,34 e 30,17 quilômetros por hora) a partir de 11 255 e 11 213 cavalos-vapor (8 393 e 8 362 quilowatts). O Sebastopol usou maquinários russos e alcançou apenas uma velocidade de 15,3 nós (28,3 quilômetros por hora) a partir 9 368 cavalos-vapor (6 986 quilowatts). O Ministério Naval decidiu não aplicar as provisões de penalidade incluídas no contrato pelo fracasso em alcançar a velocidade de projeto pois ele mesmo tinha especificado os maquinários a serem usados. Os couraçados podiam carregar até 1 070 toneladas de carvão, o que proporcionava uma autonomia de 3 750 milhas náuticas (6 940 quilômetros) a dez nós (dezenove quilômetros por hora).

### Armamento
O armamento principal da Classe Petropavlovsk consistia em quatro canhões Obukhov Modelo 1895 calibre 40 de 305 milímetros montados em duas torres de artilharia duplas à vante e à ré da superestrutura. Eles usavam energia hidráulica para recarregarem e girarem, mas os guindastes de munição eram elétricos. A cadência de tiro projetada era de um disparo a cada noventa segundos, mas na realidade era de um disparo a cada três minutos. A estrutura das torres era muito fraca para aguentar cargas mais fortes e assim precisou ser reforçada. As armas podiam elevar até quinze graus e as torres giravam 270 graus, com cada canhão uma tendo um carregamento de 58 projéteis. Disparavam um projétil de 331,7 quilogramas a uma velocidade de saída de 792 metros por segundo, o que lhes dava um alcance de quase onze quilômetros a dez graus.
O armamento secundário era formado por doze canhões Canet Modelo 1892 calibre 45 de 203 milímetros. Oito destes ficavam montados em quatro torres de artilharia duplas no convés superior, enquanto as quatro restantes ficavam em montagens pedestais em embrasuras desprotegidas nas laterais do casco, um convés abaixo e entre as torres de artilharia. Motores elétricos giravam as torres e energizavam os guindastes de munição, porém as armas em si eram elevadas manualmente. Tinham um arco de tiro de 135 graus e podiam elevar até quinze graus e abaixar até cinco graus negativos. A cadência de tiro dos canhões nas torres de artilharia era de aproximadamente um disparo por minuto, enquanto aquelas em montagens pedestais tinham uma cadência de dois a três disparos por minuto. Os motores e mecanismos nos guindastes de munição eram difícil de usar e muitas vezes reduziam a cadência de tiro. As armas nas embrasuras tinham um arco de disparo de cem graus. Cada canhão tinham um carregamento de duzentos projéteis. Disparavam projéteis de 41,46 quilogramas a uma velocidade de saída de 792 metros por segundo para um alcance máximo de 11,5 quilômetros.
Os couraçados também tinham armas menores para defesa contra barcos torpedeiros. Haviam dez ou doze canhões Hotchkiss de 47 milímetros em embrasuras no casco e na superestrutura, disparando projéteis de 1,4 quilograma a uma velocidade de saída de 569 metros por segundo. Oito canhões Maxim de 37 milímetros ficavam posicionados em embrasuras no casco, na superestrutura e nas gáveas. Disparavam um projétil de 450 gramas a uma velocidade de saída de 402 metros por segundo.
Os navios eram equipados com quatro tubos de torpedo de 381 milímetros acima da linha de flutuação montados dois em cada lateral. Também haviam dois tubos de torpedo de 457 milímetros submersos. Os tubos de 381 milímetros de vante ficavam próximos da primeira torre de artilharia e não eram protegidos por blindagem, enquanto os tubos de ré eram protegidos pela blindagem do cinturão superior. Os tubos de 457 milímetros ficavam protegidos embaixo do convés blindado, à vante do depósito de munição de 305 milímetros. Cada embarcação também levava cinquenta minas navais para serem lançadas a fim de protegerem ancoradouros em locais remotos.
A Classe Petropavlovsk era equipada com telêmetros estadiamétricos Liuzhol que usavam o ângulo entre dois pontos verticais em um navio inimigo, geralmente a linha de flutuação e o cesto de gávea, para estimar a distância. O oficial de artilharia consultava suas referências para determinar a distância e calculava a elevação e desvio adequados para se acertar o alvo. Ele transmitia seus dados para cada canhão ao torre por meio de sistema de transmissão de controle de disparo eletromecânico Geisler.

### Blindagem
A indústria de blindagem russa ainda não tinha dominado o processo de criação de placas de aço espessas, assim a blindagem dos navios da Classe Petropavlovsk  foi encomendada de companhias na Alemanha e Estados Unidos. Mesmo estas não foram capazes de produzir o suficiente do tipo mais moderno de blindagem nas quantidades necessárias para os couraçados. O Petropavlovsk foi construído com aço-níquel comum, enquanto o Sebastopol usava blindagem Harvey e o Poltava a mais moderna blindagem Krupp. A espessura das placas de blindagem variava de navio em navio em uma tentativa de equalizar sua eficácia. A espessura máxima do cinturão principal do Petropavlovsk sobre as salas de máquinas eram de 406 milímetros, reduzindo-se para 305 milímetros nos depósitos de munição e afinando-se para 203 milímetros na extremidade inferior. Os dois outros navios tinham um cinturão com 368 milímetros sobre as salas de máquinas, 254 milímetros sobre os depósitos de munição e 184 milímetros na extremidade inferior. O cinturão percorria 73,2 metros do comprimento das embarcações e tinha 2,3 metros de altura, dos quais os noventa centímetros superiores ficavam acima da linha de flutuação. Ele terminava em anteparas transversais de 229 milímetros de espessura à vante e à ré, deixando a proa e popa desprotegidas. Acima do cinturão havia uma camada de proteção com 127 milímetros que corria entre as barbetas. As extremidades do cinturão superior eram fechadas por anteparas transversais de 127 milímetros.
A blindagem das torres de artilharia principais e seus correspondentes tubos de suporte tinham 254 milímetros de espessura, feitos de aço Krupp no caso do Poltava e de aço-níquel nos outro dois navios, já seus tetos tinham 51 milímetros. As torres da bateria secundária tinham laterais de 127 milímetros e tetos de 25 milímetros. As armas de 152 milímetros nas embrasuras no casco não tinham nenhuma proteção de blindagem. As laterais da torre de comando tinham 229 milímetros, enquanto o convés blindado no centro da cidadela tinha 51 milímetros. A parte reta do convés fora da área protegida pelo cinturão tinha 64 milímetros, já a parte inclinada tinha 76 milímetros.

## Navios
| Navio         | Construtor                    | Homônimo               | Batimento          | Lançamento            | Comissionamento | Destino                          |
| ------------- | ----------------------------- | ---------------------- | ------------------ | --------------------- | --------------- | -------------------------------- |
| Petropavlovsk | Novo Estaleiro do Almirantado | Cerco de Petropavlovsk | 19 de maio de 1892 | 9 de novembro de 1894 | 1899            | Afundou em 13 de abril de 1904   |
| Poltava       | Novo Estaleiro do Almirantado | Batalha de Poltava     | 19 de maio de 1892 | 6 de novembro de 1894 | 1899            | Desmontado em 1924               |
| Sebastopol    | Novo Estaleiro do Almirantado | Cerco de Sebastopol    | 19 de maio de 1892 | 1º de junho de 1895   | 1900            | Afundado em 2 de janeiro de 1905 |

## História

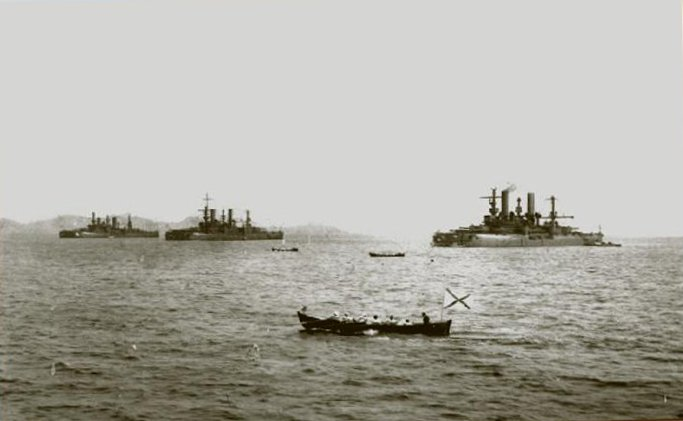
O Petropavlovsk, Sebastopol e Poltava em Porto Artur c. 1901–1904

O Petropavlovsk partiu de Kronstadt em 17 de outubro de 1899 e navegou para Porto Artur, na China, onde chegou em 10 de maio de 1900. No local se tornou a capitânia do vice-almirante Nikolai Skridlov, o comandante da Esquadra do Pacífico, baseada em Porto Atur. O navio ajudou nos esforços internacionais para subjugar o Levante dos Boxers em meados de 1900. O Poltava e o Sebastopol partiram para a China em 15 de outubro de 1900, chegando em 12 e 13 de abril de 1901, respectivamente. O vice-almirante Oskar Starck substituiu Skridlov em fevereiro de 1902, mas o Petropavlovsk permaneceu como a capitânia da esquadra.
A Guerra Russo-Japonesa começou em fevereiro de 1904, com a Batalha de Porto Artur ocorrendo no segundo dia da guerra. Nesta, o Petropavlovsk foi atingido três vezes na proa, o Poltava duas vezes no casco e o Sebastopol uma vez. Ao todo, os navios da classes sofreram duas mortes e sete feridos, mas foram apenas levemente danificados. Nenhum deles conseguiu acertar os navios japoneses. Starck foi removido do comando da esquadra e substituído em 7 de março pelo vice-almirante Stepan Makarov. O Petropavlovsk e o Poltava fizeram uma surtida em 13 de abril para apoiarem cruzadores e contratorpedeiros que estavam enfrentando navios japoneses, porém recuaram de volta para o porto a fim de juntarem-se ao resto da esquadra assim que avistaram a aproximação dos couraçados japoneses. Eles acabaram entrando em um campo minado e o Petropavlovsk bateu em uma mina, afundando em menos de dois minutos, com Makorov entre os mortos.

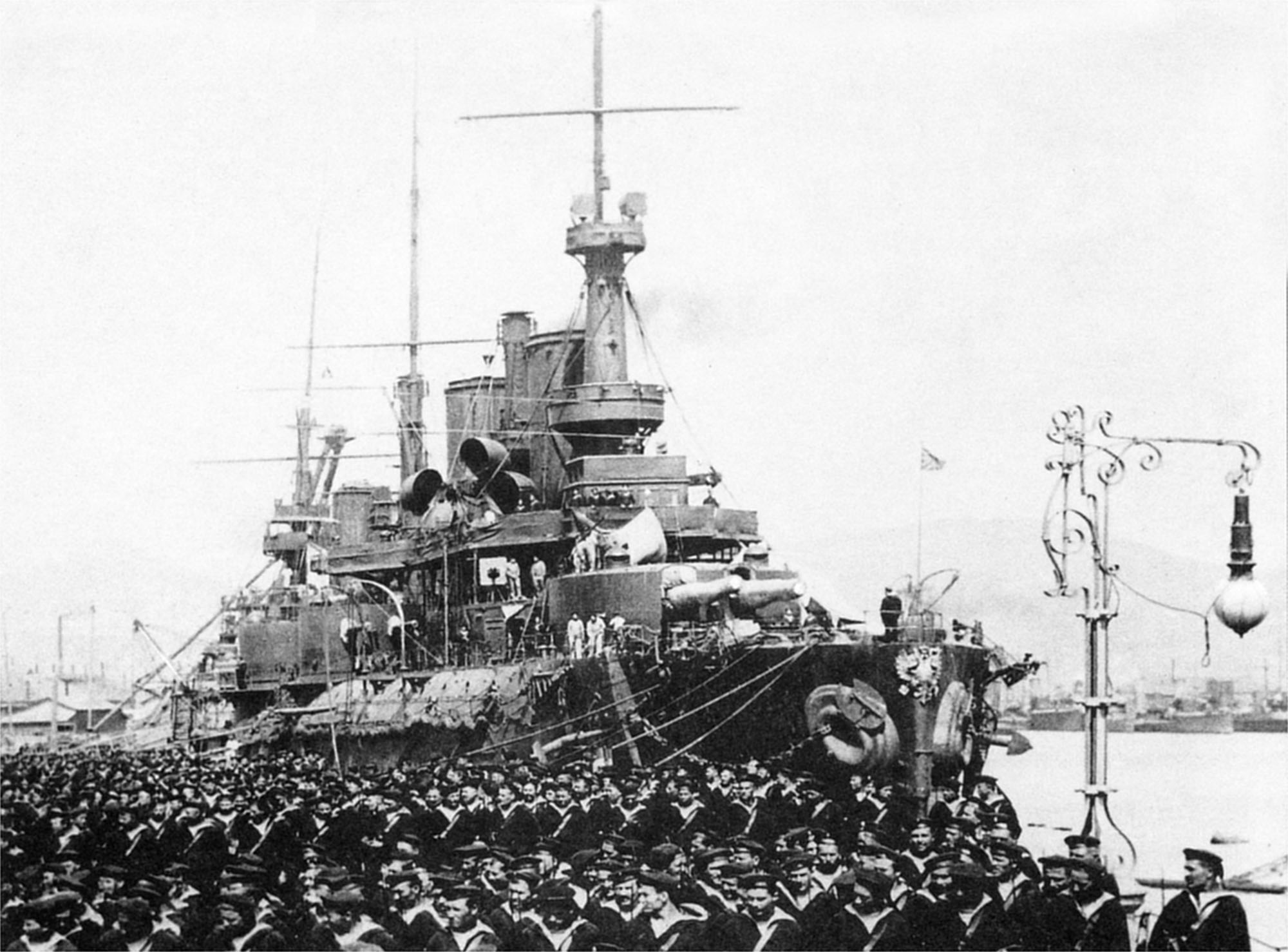
O Sebastopol em Porto Artur em 1904

O contra-almirante Wilgelm Vitgeft, o novo comandante da esquadra, tentou fugir para Vladivostok em 23 de junho, mas abandonou a surtida quando foram descobertos e perseguidos pelos japoneses. O Sebastopol bateu em uma mina ao voltar e aproximadamente mil toneladas de água entraram na embarcação, mas mesmo com a inundação ele foi capaz de acompanhar a frota e retornar para o porto. Seus reparos duraram até 9 de julho, sendo marcados por um incêndio a bordo que matou dois tripulantes e feriu outros 28. Todos os canhões de 47 e 37 milímetros em embrasuras do Poltava e Sebastopol foram removidos nesse período, com alguns sendo relocados para a superestrutura, mas a maioria desembarcados e usados para reforçar as defesas terrestres de Porto Artur.
Vitgeft fez outra tentativa de furar o bloqueio em 10 de agosto após uma ordem direta do imperador Nicolau II. A esquadra foi avistada e a frota japonesa os interceptou à tarde, resultando na Batalha do Mar Amarelo. O Poltava e o Sebastopol eram os últimos navios da linha de batalha russa, com o segundo, com problemas nos seus motores, se tornando o principal alvo dos japoneses depois de Vitgeft manobrar a esquadra e forçá-los a entrar em uma perseguição. Vitgeft foi morto em sua capitânia Tsesarevich e a esquadra entrou em desordem. O contra-almirante príncipe Pavel Ukhtomski, segundo em comando, conseguiu organizar as embarcações e levá-las de volta para Porto Artur. O Poltava foi atingido entre doze e catorze vezes com doze mortos e 43 feridos, já o Sebastopol foi atingido várias vezes e teve um morto e 62 feridos.

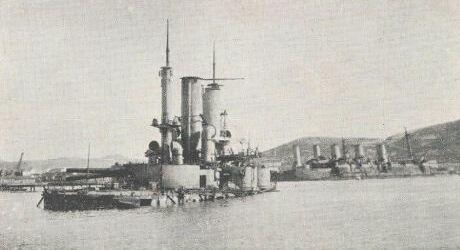
O Poltava parcialmente afundado depois do Cerco de Porto Artur

O Sebastopol fez uma surtida em 23 de agosto para bombardear tropas japonesas e bateu em uma mina enquanto voltava. Foi seriamente danificado e três depósitos de munição foram inundados. Foi rebocado de volta para Porto Artur e seus reparos duraram até 6 de novembro. Enquanto isso, o contra-almirante Robert Viren, o novo comandante da esquadra, decidiu usar seus marinheiros e canhões para reforçar as defesas de Porto Artur, com mais armas sendo desembarcadas dos navios. O Poltava já tinha perdido três canhões de 152 milímetros, quatro 47 milímetros e 26 de 37 milímetros até setembro, enquanto o Sebastopol teve uma arma de 47 milímetros e 26 de 37 milímetros removidas. Ambos foram levemente danificados em outubro quando o Exército Imperial Japonês começou a bombardear o porto. Um morro com vista para o porto foi capturado em 5 de dezembro, permitindo que os japoneses atirassem diretamente contra os navios russos, com o Poltava sendo afundado no mesmo dia depois de um acerto em um de seus depósitos de munição ter causado uma explosão. O Sebastopol foi ancorado em 7 de dezembro sob a proteção das armas costeiras russas, com redes antitorpedo sendo erguidas ao seu redor que impediram mais ataques até o dia 16, quando foi atingido por um torpedo na popa. O couraçado foi rebocado para uma área profunda do porto, sendo deliberadamente afundado em 2 de janeiro de 1905 quando Porto Artur se rendeu.

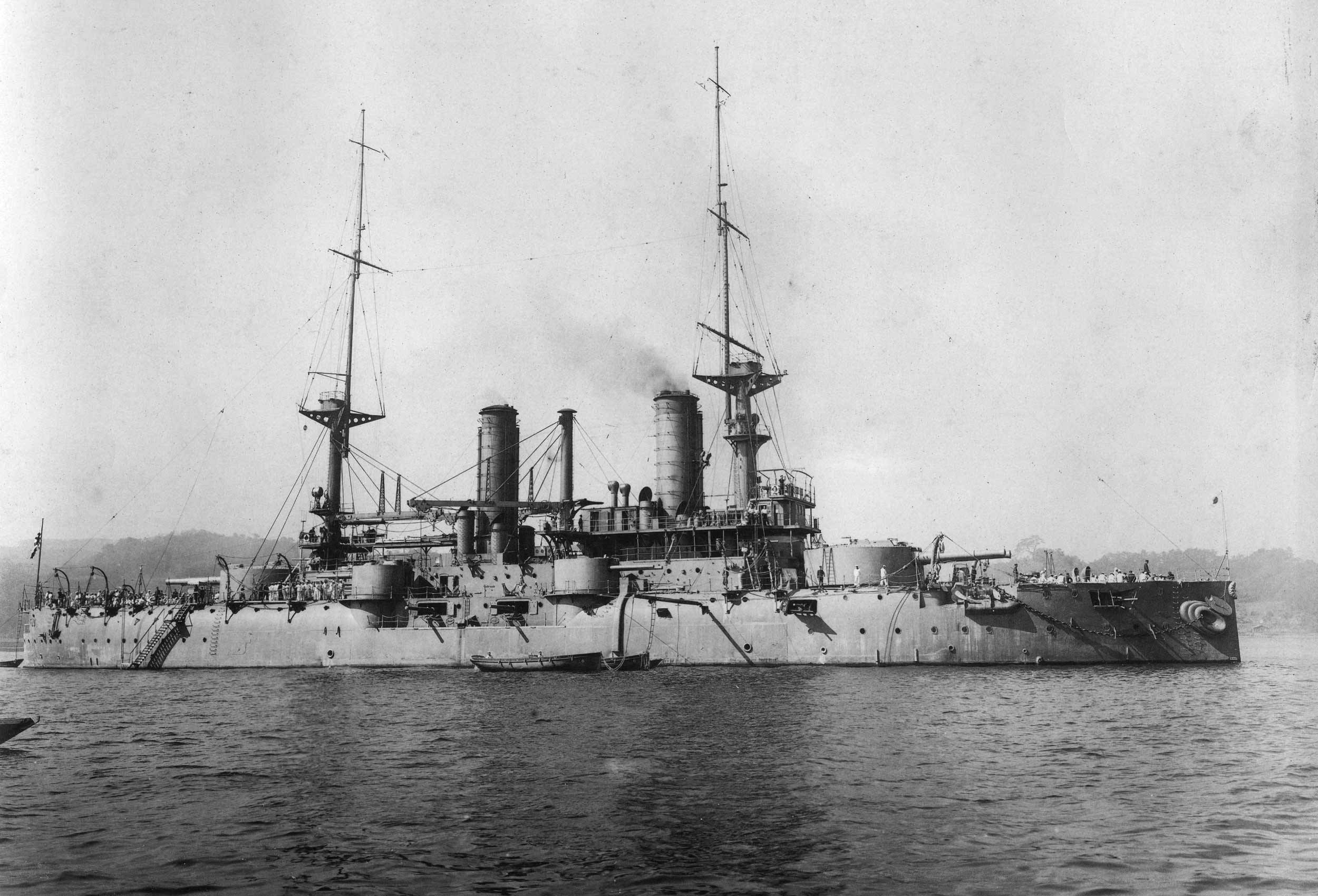
O Tango em 1909

O Poltava foi reflutuado e consertado pelos japoneses, sendo reclassificado como um navio de defesa de costa e comissionado na Marinha Imperial Japonesa com o nome Tango (丹後). Foi usado como navio-escola de artilharia, mas participou do Cerco de Tsingtao no início da Primeira Guerra Mundial. Foi vendido de volta para a Rússia em março de 1916 e chegou em Vladivostok em 2 de abril de 1916, sendo renomeado para Chesma (Чесма). Chegou em Porto Said, no Egito, em 19 de setembro e ajudou nos esforços de intimidar o governo grego a apoiar operações Aliadas na Macedônia. Chegou em Alexandrovsk em 16 de janeiro de 1917 depois de passar por reformas no Reino Unido, tornando-se a capitânia da Flotilha do Ártico. Sua tripulação juntou-se aos bolcheviques em outubro de 1917 e o couraçado foi capturado pelos britânicos em Murmansk em março de 1918 durante a intervenção dos Aliados na Guerra Civil Russa. Os britânicos destruíram seus motores para que o navio não fosse usado pelos bolcheviques e o abandonou quando deixaram a Rússia em outubro de 1919. Foi removido do registro naval em 3 de julho de 1924 e depois desmontado.